# Nassau Village-Ratliff
Nassau Village-Ratliff is een plaats (census-designated place) in de Amerikaanse staat Florida, en valt bestuurlijk gezien onder Nassau County.

## Demografie
Bij de volkstelling in 2000 werd het aantal inwoners vastgesteld op 4667.

## Geografie
Volgens het United States Census Bureau beslaat de plaats een oppervlakte van
38,4 km², geheel bestaande uit land.

## Plaatsen in de nabije omgeving
De onderstaande figuur toont nabijgelegen plaatsen in een straal van 40 km rond Nassau Village-Ratliff.